# War Commentary
War Commentary for Anarchism (1939-1945) est un journal antimilitariste et libertaire publié légalement à Londres pendant la Seconde Guerre mondiale.

## Histoire
Peu après le début de la révolution sociale espagnole de 1936, Vernon Richards crée le journal Spain and the World qui paraît jusqu'en 1938. En 1939, ce journal change de nom et devient Revolt!. Après le déclenchement de la Seconde Guerre mondiale parait War Commentary.
Fondé en novembre 1939 par Vernon Richards, Marie-Louise Berneri, Philip Sansom et John Hewetson, il est d’abord polycopié avant de devenir un bimensuel imprimé à 6 000 exemplaires. Il sera le seul organe de presse anti-militariste dans le Royaume-Uni en guerre.
En novembre 1944, la police britannique fait une première perquisition dans les bureaux londoniens du journal.
Le jeudi 22 février 1945, Marie-Louise Berneri, John Hewetson et Vernon Richards sont interpellés.
Le 10 mars, avec Philip Sansom. ils sont accusés de conspiration et d'incitation à la désertion.
On leur reproche notamment le poème-manifeste Fight ? What for ? (Combattre ? Pour quoi ?).
Un Comité de défense (Freedom Defence Committee) est créé par George Woodcock et Herbert Read, et soutenu par de nombreuses personnalités de la vie intellectuelle et politique britannique comme Harold Laski, Bertrand Russell et George Orwell (vice-président),. Le Freedom Defence Committee, dissout en 1949, s'est fixé pour tâche de « défendre les libertés fondamentales des individus et des organisations, et [de] venir en aide à ceux qui sont persécutés pour avoir exercé leurs droits à la liberté de s'exprimer, d'écrire et d'agir ».
Le procès se tient les 17 et 23 avril. L'accusation réclame une peine de 14 ans de prison mais la campagne de soutien, permet de réduire la peine à neuf mois de prison pour les trois hommes. Marie-Louise Berneri est quant à elle acquittée du fait d'un article du droit anglais qui précise qu’une femme ne peut conspirer avec son mari.
En 1945, le journal reprend le titre de Freedom, fondé en 1886 par Pierre Kropotkine et Charlotte Wilson.

## Articles
- Marie-Louise Berneri, A constructive policy, décembre 1940, texte intégral.
  - Une Politique Constructive, décembre 1940, texte intégral.
- Marie-Louise Berneri, Stakhanovism and the British workers, mars 1942, texte intégral.
- Marie-Louise Berneri, The price of war and liberation, septembre 1943, texte intégral.
  - Le Coût de la Guerre et de la Libération, septembre 1943, texte intégral.
- George Woodcock, La tyrannie de l’horloge, mars 1944, texte intégral.
- Albert Meltzer, Derrière les Slogans : « Indépendance Nationale » (Behind the Slogans : « National Independence »), décembre 1942, texte intégral.

## Iconographie
- Collection du journal, voir en ligne.
- Affiche pour un meeting de soutien le 13 mai 1945, voir en ligne.

## Notices
- WorldCat : (OCLC 639465514)
- Centre international de recherches sur l'anarchisme (Lausanne) : notice.
- Libcom : War Commentary.
- L'Éphéméride anarchiste : notice.
- National Library of Australia : notice.